# マーク堀越 対 高橋ナオト戦
マーク堀越 対 高橋ナオト戦（マークほりこし たい たかはしナオトせん）は、1989年1月22日に東京・後楽園ホールで行われた日本ジュニアフェザー級タイトルマッチ。6連続KO防衛中の王者マーク堀越（米国・八戸帝拳ジム）に、元日本バンタム級王者の高橋ナオト（アベボクシングジム）が挑み、ダウンの応酬の末、9回KO勝ちで、高橋が2階級制覇を達成した。
日本ボクシング史上屈指の名勝負として名高く、同年の日本ボクシング年間最高試合に選定された。

## 解説
チャンピオンのマーク堀越（本名マーク・ブルックス）はアメリカ・カリフォルニア州出身の黒人ボクサー。青森の米軍三沢基地に勤務しながらボクシングジムに通い、1984年にプロデビュー。1987年に日本ジュニアフェザー級タイトルを獲得し、6連続KO勝ちを続け、WBA世界ランキング6位に名を連ねるハードパンチャーであった。
挑戦者の高橋ナオトは高校時代に新人王を獲得し、1987年にデビュー11連勝で日本バンタム級タイトルを獲得。減量苦からジュニアフェザー級に転向し、日本ランキング1位の指名挑戦者として堀越に挑む。卓越したカウンターパンチを持ち、日本のボクシング冬の時代における期待の星だった。
年齢はマークの方が6歳上だが、ボクシングキャリアはマーク18戦17勝（13KO）1敗、高橋17戦15勝（10KO）2敗でほぼ同じ。人気・実力を兼ね備えた両雄の対決は日本テレビ系列『ダイナミックグローブ』で、日本タイトル戦としては異例の生中継が行われた。同中継には特別ゲストとしてボクシングファンの片岡鶴太郎、香川照之が招かれた。

## 試合
元号が昭和から平成に改められてから2週間後、超満員の観衆がつめかけた後楽園ホールで日本ジュニアフェザー級タイトルマッチは行われた。
第1ラウンドは両者とも冷静な立ち上がり。高橋は軽快なフットワーク、マークは摺り足で、互いに距離を取りながら左ジャブを交換する。
第2ラウンド2分過ぎ、高橋の左フックがヒット。チャンスと見て連打を放つが、マークも重いパンチを打ち返し、互角の展開。
第3ラウンドも高橋が先に仕掛けるが、マークが接近戦で圧力をかけ、高橋を追っていく。ラウンド終盤、ロープ際でマークの左フック・右ストレートをまともに喰らい、高橋がのけぞるが、ゴングに救われた。
第4ラウンド、ダメージの残る高橋を仕留めようと、マークがフックとアッパーを浴びせかける。1分半過ぎ、赤コーナー付近でもつれ合う中、高橋の右ショートカウンターがマークの顎をとらえ、右ストレートでダウンを奪う。足元がふらつくマークにラッシュをかけ、2分過ぎに2度目のダウン。もう1度ダウンを奪えばKO勝ちとなるが、高橋も打ち疲れており、マークが何とかしのぎ切った。思わぬ形勢逆転に場内騒然となる。
第5ラウンド、KOを期待する観衆から大きな「ナオト」コールが起こる。マークはまだ足元がおぼつかず、2分20秒、高橋の右カウンターでぐらつき、この試合初のクリンチ。高橋がラッシュをかけるが、マークも何発かパンチを当て返す。
第6ラウンド、ダメージの回復したマークが前に出る。高橋は足を使いながら的確にカウンターを当てる。
第7ラウンド、マークの攻勢が続き、1分20秒、大振りの右フックがヒット。高橋はスピードが落ちてきており、パンチを被弾する場面が増える。
第8ラウンド1分30秒、ロープ際でマークの右フックが命中し、高橋は耐えきれぬように膝をついてダウン。悔し気にキャンバスを叩く。ただし、反撃する意欲は残っており、仕留めにかかるマーク相手に一歩も引かず、強打の応酬。
第9ラウンド1分過ぎ、マークの連打に高橋の足がもつれる。ロープ際に追いつめられるが、1分20秒過ぎ、高橋の起死回生の左カウンターがヒットし、マークがよろめく。形勢は一気に逆転し、1分50秒、高橋の右ストレートでマークがこの試合3度目のダウン。笑顔を見せて「効いていない」とアピールするが、2分30秒、右ストレートをうけて、もんどりうつ様に4度目のダウン。すぐに立ち上がりファイティングポーズをとったが、足元はぐらついており、レフェリーはダウンカウント途中に続行不能と判断。9ラウンド2分42秒、高橋のKO勝利を宣告した。新チャンピオンとなった高橋は両手を挙げ、膝を折ってリングに突っ伏した。形勢が二転三転し、あわせて5度のダウンを奪い合う熱戦の結末に、場内は興奮と感動に包まれた。

## エピソード
マーク堀越は身長162cmと小柄ながら、彫刻のように研ぎ澄まされた筋肉をまとうハードパンチャーだった。しかし、普段の性格は優しく、アメリカで離れて暮らす子供たちに会いたいといって、よく泣いていたという。試合の3週間前、がんで危篤状態の父親に会うため帰国し、葬儀を終えてから1週間前に日本へ戻り、試合までにスパーリングを2回しかできなかった。この試合に敗れて世界挑戦の夢断たれ、アメリカに帰国。1998年までローカルリングで戦い、2014年4月に52歳で病死した。なお、日本チャンピオンを獲ったカーロス・エリオットやリック吉村もマークと同じく、米軍三沢基地で働く、八戸帝拳ジム所属のボクサーだった。
高橋ナオトのセコンドの指示は「左ジャブを使ってアウトボクシング」だったが、高橋は「打たれたら打ち返す」という負けん気の強いボクサーだった。じつは第3ラウンド途中から意識が朦朧としており、ダウンを奪ったことも奪われたこともはっきり覚えていない。第4ラウンド後のインターバル中、セコンドの阿部会長に「オレ、倒されたんですかね」と聞いたら「バカヤロー、お前が倒したんだ!」と怒鳴られた。第8ラウンド終盤に意識が戻り、「ラウンド・ナイン」という場内放送を聞いてハッとしたという。第9ラウンド、マークが2度目のダウンから立ち上がった時には、ニュートラルコーナーで「レフェリー止めてくれ、お願いだから」と祈っていた。この試合から4ヵ月後、タイ王者ノリー・ジョッキージムとのノンタイトル戦でも、第2ラウンドにダウンを喫しながら第3ラウンドに逆転KO勝ちし、「逆転の貴公子」という二つ名を広めた。
高橋は1991年に引退した後、ボクシング漫画『はじめの一歩』を読んで米兵ボクサー、ジェイソン・尾妻のモデルがマーク堀越ではないかと思い、掲載誌の週刊少年マガジン編集部に電話した。そこで編集担当から作者の森川ジョージが自分の大ファンであること、宮田一郎のモデルが自分であることを知らされ、森川の連絡先を教えられた。そこから森川と高橋の親交が始まり、森川がオーナー、高橋が会長としてJBスポーツクラブを設立することにつながった。